# Hochzeitstag auf Cyclopia
Hochzeitstag auf Cyclopia (Originaltitel: A Bicyclops Built for Two) ist eine Episode der US-amerikanischen Science-Fiction-Zeichentrickserie Futurama. Sie wurde als 13. Episode der zweiten Sendestaffel erstmals am 19. März 2000 vom Sender FOX ausgestrahlt. Die Erstausstrahlung der deutschen Synchronfassung fand am 5. Februar 2001 bei ProSieben statt. Das Werk wurde mit einem Emmy ausgezeichnet und war außerdem für einen Annie Award nominiert.

## Handlung
Die Zyklopin Leela kennt ihre Herkunft nicht und hält sich für die letzte ihrer Art. Als sie im Internet auf einen unbekannten Einäugigen trifft, bricht sie einen Lieferauftrag kurzerhand ab und fliegt gemeinsam mit ihren Kollegen von Planet Express – dem Lieferjungen Fry und dem Roboter Bender – zum Planeten des Fremden. Dieser nennt sich Alcazar und stellt die Welt als Cyclopia vor, Heimat der Cyclopen, die bis auf Leela und Alcazar ausgestorben sind. Er gibt sich einfühlsam und kann Leela so verführen. Sie beschließen, gemeinsam die Zivilisation der Cyclopen neu zu gründen.
Am nächsten Morgen hat sich Alcazar verändert: Er ist zum machohaften Rüpel geworden, der Leela nicht mehr umschwärmt, sondern herumkommandiert. Dennoch nimmt Leela einen Heiratsantrag an, weil sie sich ihrem ausgestorbenen Volk verpflichtet fühlt. Zur Hochzeit reisen Leelas übrige Arbeitskollegen – Prof. Farnsworth, Amy Wong, Hermes Conrad und Dr. Zoidberg – an. Fry misstraut Alcazar und stellt gemeinsam mit Bender Nachforschungen an. Er findet heraus, dass Alcazar ein Heiratsschwindler ist, der seine Form verändern kann. Er hat bereits vier weitere Frauen mit dem gleichen Trick hinters Licht geführt und will alle noch am selben Tag heiraten. Fry kann dies rechtzeitig aufdecken, um die Hochzeit zu verhindern.

## Hintergrund

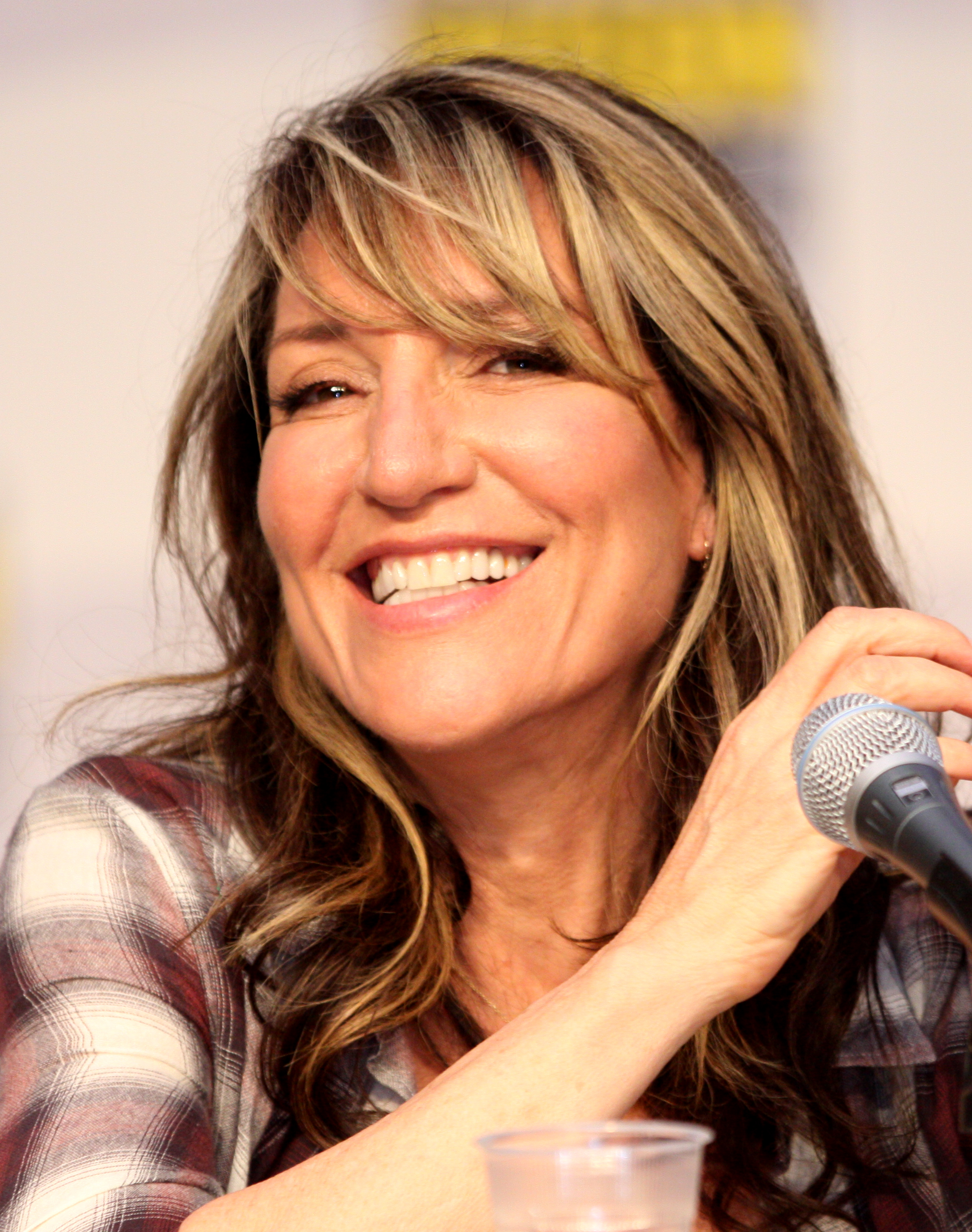
Katey Sagal sprach Leela und spielte Peggy Bundy.

Der Originaltitel der Episode lautet A Bicyclops Built for Two (deutsch etwa: Ein Bi-Zyklop gemacht für zwei). Er spielt auf die Zeile “A Bicycle Built for Two” (deutsch: „Ein Fahrrad gemacht für zwei“) aus Harry Dacres Lied Daisy Bell an. Dieses Lied war das erste, das von einem Computer mithilfe einer synthetischen Stimme „gesungen“ wurde, nämlich 1961 von einem IBM 704. Auf diese Begebenheit wurde in der Film- und Fernsehgeschichte schon mehrfach verwiesen, unter anderem in Stanley Kubricks Film 2001: Odyssee im Weltraum. Auch Futurama selbst greift das Thema in einer späteren Episode nochmals auf: In Liebe und Raketen singt Bender das Lied in einer romantischen Szene.
Die Handlung enthält eine Reihe von Anspielungen auf die US-amerikanische Sitcom Eine schrecklich nette Familie, insbesondere nachdem sich der vermeintlich einfühlsame Alcazar als frauenverachtender Miesepeter entpuppt hat. Das Aussehen, die Körperhaltung und die Bewegungen von Leela und Alcazar ähneln beispielsweise stark denen von Al und Peggy Bundy, den Hauptfiguren der Sitcom. Eine Besonderheit dieser Anspielung liegt darin, dass Katey Sagal, die Sprecherin von Leela, auch die Rolle der Peggy Bundy gespielt hatte. In der deutschen Synchronfassung geht diese Ebene verloren, da Sagal in Eine schrecklich nette Familie von Kathrin Ackermann und in Futurama von Marion Sawatzki synchronisiert wird.

## Produktion
Hochzeitstag auf Cyclopia entstand als neunte Episode der zweiten Produktionsstaffel von Futurama, sie ist damit die 22. Episode insgesamt. Das Drehbuch stammt von Eric Kaplan, Susan Dietter führte Regie. Neben den Sprechern der Hauptcharaktere übernahm David Herman den Part des Alcazar. Herman arbeitete regelmäßig für die Serie, er lieh unter anderem wiederkehrenden Nebenfiguren wie Scruffy und Dr. Wernstrom seine Stimme und wurde später in die Hauptbesetzung übernommen.

## Veröffentlichung
Die Erstausstrahlung der Episode fand am 19. März 2000 auf dem US-amerikanischen Sender FOX statt. Dieser hatte die Ausstrahlung der ersten Produktionsstaffel vorzeitig abgebrochen und die verbleibenden Episoden in die zweite Sendestaffel verlegt. Daher war Hochzeitstag auf Cyclopia abweichend von der Zählung der Produktion die 13. Episode der zweiten Sendestaffel (vgl. hierzu Erstausstrahlung von Futurama).
Die deutsche Synchronfassung erlebte ihre Premiere am 5. Februar 2001 auf ProSieben.

## Auszeichnungen
Für ihre Arbeiten an dieser Episode gewann Bari Kumar im Jahr 2000 einen Emmy in der Kategorie Outstanding Individual Achievement in Animation. Nach mehreren Nominierungen, die nicht in Auszeichnungen resultierten, war dies das erste Mal, dass Futurama mit dem Fernsehpreis geehrt wurde.
Außerdem wurde Regisseurin Susie Dietter für einen Annie Award in der Kategorie Outstanding Individual Achievement for Directing in an Animated Television Production nominiert. Sie musste sich allerdings ihrem Kollegen Brian Sheesley geschlagen geben, der mit der Futurama-Episode Das merkwürdige Verhalten geschlechtsreifer Krustentiere zur Paarungszeit ebenfalls in dieser Kategorie vorschlagen war und sie für sich entschied.
Das Internetportal TV.com wählte die Episode in seiner Liste der zehn besten Futurama-Episoden auf den achten Platz.